# Érik Comas
Érik Comas (Romans sur isère Drôme, Francia; 28 de septiembre de 1963) es un piloto de automovilismo francés. Participó en 63 Grandes Premios de Fórmula 1, y logró un total de 7 puntos en el campeonato, siendo su mejor resultado el quinto puesto en el Gran Premio de Francia de 1992. Por otra parte, obtuvo dos títulos en el Campeonato Japonés de Gran Turismos en 1998 y 1999, y obtuvo un segundo puesto absoluto en las 24 Horas de Le Mans de 2005. Actualmente compite en el Campeonato de Europa de Rally Históricos con un Lancia Stratos HF.

## Carrera deportiva
Comas fue campeón de la Fórmula Renault Francesa en 1986, el Campeonato Francés de Superturismos en 1987, y la Fórmula 3 Francesa en 1988. Luego ascendió a la Fórmula 3000 Internacional con el equipo DAMS, donde resultó subcampeón en 1989 frente a Jean Alesi, y campeón en 1990 ante Eric van de Poele, Eddie Irvine y Allan McNish.
En 1991 debutó en la Fórmula 1 con el Equipe Ligier de Francia, obteniendo como mejor resultado un octavo puesto en Canadá. El francés obtuvo en 1992 un quinto puesto en Francia y dos sextos en Canadá y Alemania, por lo que obtuvo cuatro puntos y alcanzó la 11.ª posición final.
El piloto pasó al equipo Larrousse para la temporada 1993. Con un automóvil claramente menos competitivo, llegó sexto en Italia y quedó 20.º en la tabla general. En 1994 logró dos sextos puestos en el Pacífico y Alemania, resultando 23.º en el clasificador final para despedirse de la máxima categoría de automovilismo.
Comas continuó su carrera como piloto en Japón, participando en el Campeonato Japonés de Gran Turismos, una de las competiciones más importantes del país. Debutó en 1995 con un Toyota Supra de Cerumo, y resultó tercero en 1996. En 1997 pasó a pilotar un Nissan Skyline GT-R del equipo Nismo. Ganó el título de GT500 en 1998 y 1999, y fue subcampeón en 2000 y cuarto en 2001.
Luego de una mala temporada en 2002, Comas abandonó el equipo Nismo y retornó a Toyota para la temporada 2003, resultando quinto con el equipo TOM'S. De vuelta con Nissan, finalizó cuarto en 2004 y octavo en 2005 con Hasemi, y 18.º en 2006 con Kondo.
Comas disputó además las 24 Horas de Le Mans con distintos equipos. En 1995 debutó con Larbre al volante de un Porsche 911 de la clase GT2, debiendo abandonar. En 1997 y 1998 participó con un Nissan R390 GT1 oficial, resultando 12.º y sexto respectivamente. En 1999 corrió con el nuevo Nissan R391, sin poder llegar a meta.
El piloto se ausentó dos años y retornó en 2002, ahora como piloto del equipo Oreca acompañado de Olivier Beretta y Pedro Lamy. Llegó quinto absoluto a los mandos un Dallara-Judd de la clase LMP1. En 2004, corrió con un Courage-Judd de Pescarolo, resultando quinto junto a Soheil Ayari y Benoît Tréluyer. Pescarolo retuvo a Comas los siguientes años, y el piloto terminó segundo en 2005 junto a Emmanuel Collard y Jean-Christophe Boullion, y quinto en 2006 junto a Collard y Nicolas Minassian.
Además de seguir su carrera de piloto, creó la Comas Racing Management (CRM), una fundación cuya misión consiste en formar y ayudar a nuevos pilotos, fundamentalmente en su país natal, Francia.

## Resultados

### Fórmula 3000 International
(Clave) (negrita indica pole position) (cursiva indica vuelta rápida)

| Año     | Escudería | 1     | 2     | 3       | 4     | 5       | 6       | 7       | 8       | 9       | 10    | 11    | Pos. | Puntos |
| ------- | --------- | ----- | ----- | ------- | ----- | ------- | ------- | ------- | ------- | ------- | ----- | ----- | ---- | ------ |
| 1989    | DAMS      | SIL 5 | VAL 4 | PAU DNQ | JER 2 | PER Ret | BRH 3   | BIR Ret | SPA 2   | BUG 1   | DIJ 1 |       | 2.º  | 39     |
| 1990    | DAMS      | DON 1 | SIL 2 | PAU Ret | JER 1 | MNZ 1   | PER Ret | HOC 4   | BRH Ret | BIR Ret | BUG 1 | NOG 2 | 1.º  | 51     |
| Fuente: |           |       |       |         |       |         |         |         |         |         |       |       |      |        |

### Fórmula 1
| Año     | Escudería            | 1       | 2       | 3       | 4       | 5       | 6       | 7       | 8       | 9       | 10      | 11      | 12      | 13      | 14      | 15      | 16      | Pos. | Puntos |
| ------- | -------------------- | ------- | ------- | ------- | ------- | ------- | ------- | ------- | ------- | ------- | ------- | ------- | ------- | ------- | ------- | ------- | ------- | ---- | ------ |
| 1991    | Ligier Gitanes       | USA DNQ | BRA Ret | SMR 10  | MON 10  | CAN 8   | MEX DNQ | FRA 11  | GBR DNQ | GER Ret | HUN 10  | BEL Ret | ITA 11  | POR 11  | ESP Ret | JPN Ret | AUS 18  | NC   | 0      |
| 1992    | Ligier Gitanes       | RSA 7   | MEX 9   | BRA Ret | ESP Ret | SMR 9   | MON 10  | CAN 6   | FRA 5   | GBR 8   | GER 6   | HUN Ret | BEL DNQ | ITA Ret | POR Ret | JPN Ret | AUS Ret | 11.º | 4      |
| 1993    | Larrousse F1         | RSA Ret | BRA 10  | EUR 9   | SMR Ret | ESP 9   | MON Ret | CAN 8   | FRA 16  | GBR Ret | GER Ret | HUN Ret | BEL Ret | ITA 6   | POR 11  | JPN Ret | AUS 12  | 20.º | 1      |
| 1994    | Tourtel Larrousse F1 | BRA 9   | PAC 6   | SMR Ret | MON 10  | ESP Ret | CAN Ret | FRA Ret | GBR Ret | GER 6   | HUN 8   | BEL Ret | ITA 8   | POR Ret | EUR Ret | JPN 9   | AUS     | 23.º | 2      |
| Fuente: |                      |         |         |         |         |         |         |         |         |         |         |         |         |         |         |         |         |      |        |